# 신앙의 규칙
신앙의 규칙 (rule of faith, (라틴어: regula fidei) )이란 궁극적인 권위나 표준을 종교적인 믿음에 두는 것을 지칭한다. 이 용어는 테르툴리아누스와 같은 초기 기독교 작가들에 의해서 사용되었다. 또한 신앙의 규칙은 성경 성경으로 해석(Sacra Scriptura sui interpres)하는 성경해석 원리(hermeneutical rule of interpreting the Bible)이다.

## 같이 보기
- 성서 해석학
- 신학적 해석학

## 추가 자료
- Sproul, RC, et al. 성경을 아는 것 . vol. 개정판, IVP 서적, 2009. EBSCOhost